# Ерилкино
Ерилкино (чув. Пайтуканпуҫ) — село в Клявлинском районе Самарской области в составе сельского поселения Старое Семенкино.

## География
Находится в верховьях реки Байтуган, в 20 километрах к востоку от районного центра железнодорожной станции Клявлино.

## История
Основано в 1765 году некрещёными чувашами. Позже (1795 год) подселились крещеные чуваши из Бугульминского уезда. К концу XIX века до 90 % жителей были христиане. Церковь построена была в 1900 году. В 1921 большинство некрещёных чувашей выселились и образовали поселок Берёзовая Поляна. Название села дано по имени первопоселенца Ериле.

## Население
Постоянное население составляло 338 человек (чуваши 84 %) в 2002 году, 308 в 2010 году.